# Asse (affluent de la Benaize)
Pour les articles homonymes, voir Asse.
L'Asse est un cours d'eau en France, dans les deux départements de la Vienne et de la Haute-Vienne, donc dans la région Nouvelle-Aquitaine. Il est le principal affluent gauche de la Benaize, donc un sous-affluent de la Loire par l'Anglin, la Gartempe, la Creuse et la Vienne.

## Géographie
L'Asse prend sa source dans la commune de Saint-Hilaire-la-Treille, au sud de Saint-Léger-Magnazeix en Haute-Vienne, à 317 m d'altitude, près du lieu-dit La Chapelle.
Elle coule globalement du sud-est vers le nord-est. Elle traverse l'étang d'Heru puis l'étang de Murat.
L'Asse conflue en rive gauche de la Benaize près de Brigueil-le-Chantre (Vienne), sur la commune de La Trimouille, à la limite avec la commune de Tholet, à 123 m d'altitude, au lieu-dit Vaugeade, après un parcours de 44,4 kilomètres.

### Communes et cantons traversés
Dans les deux départements de la Vienne et de la Haute-Vienne, l'Asse traverse les huit communes suivantes, dont cinq dans la Haute-Vienne et trois dans la Vienne, de l'amont vers l'aval, de Saint-Hilaire-la-Treille (source), Saint-Léger-Magnazeix, Mailhac-sur-Benaize, Lussac-les-Églises, Verneuil-Moustiers, Brigueil-le-Chantre, Thollet, La Trimouille (confluence).
Soit en termes de cantons, l'Asse prend source dans le canton de Châteauponsac, conflue dans le canton de Montmorillon, le tout dans les deux arrondissement de Bellac et arrondissement de Montmorillon.

### Bassin versant
L'Asse traverse quatre zones hydrographiques L563, L564, L565, L566 pour une superficie totale de 180 km2. Ce bassin versant est constitué à 92,93 % de « territoires agricoles », à 6,23 % de « forêts et milieux semi-naturels », à 0,67 % de « territoires artificialisés », à 0,31 % de « surfaces en eau ».

## Affluents
L'Asse a huit tronçons affluents référencés :
- un bras sur 1,5 km sur les communes de Saint-Léger-Magnazeix et Saint-Hilaire-la-Treille.
- la Chaussade (rg), 11,7 km sur les deux communes de Saint-Léger-Magnazeix, et Saint-Hilaire-la-Treille, avec deux affluents :
  - le ruisseau du Ris (rd), 4,2 km sur la seule commune de Saint-Léger-Magnazeix avec un affluent :
    -  ? 3,4 km sur les deux communes de Saint-Léger-Magnazeix, et Saint-Hilaire-la-Treille.

  - le ruisseau du Poux (rg), 9,5 km sur les trois communes de Saint-Léger-Magnazeix, Magnac-Laval et Dompierre-les-Églises.
- le ruisseau le Ridonet (rd), 1,6 km sur la seule commune de Lussac-les-Églises.
- les Frétilles (rg), 9,2 km sur les trois communes de Saint-Léger-Magnazeix, Magnac-Laval et Lussac-les-Églises.
- la Roche ou ruisseau des Borderies ou ruisseau des Pêchers (rg), 9,2 km sur les trois communes de Verneuil-Moustiers, Tersannes, et Lussac-les-Églises.
- le Poirier (rg), 9 km sur les trois communes de Azat-le-Ris, Verneuil-Moustiers, et Tersannes.
- la Bussière (rd), 3 km sur la seule commune de Brigueil-le-Chantre avec un affluent :
  - 1,3 km sur la seule commune de Brigueil-le-Chantre.
- les Rondières (rg), 1,1 km sur la seule commune de Brigueil-le-Chantre.

Donc le rang de Strahler est de trois.